# 阿贝尔群
阿貝爾群（Abelian group），又稱交換群（commutative group）或加群，是运算满足交換律且不依賴於其元素的次序（交換律公理）的群。阿貝爾群推廣了整數集合的加法運算。阿貝爾群以挪威數學家尼尔斯·阿貝爾命名。
阿貝爾群的概念是抽象代數的基本概念之一。其基本研究對象是模和向量空間。阿貝爾群的理論比其他非阿貝爾群簡單。有限阿贝尔群的结构已基本明晰，相关理论较为成熟；而无限阿贝尔群由于元素无限性，其分类与性质仍具复杂性，是当前群论研究的前沿领域。

## 定義
一个群 {\displaystyle (A,\circ )}，若對任意 {\displaystyle a,\,b\in A}，滿足 {\displaystyle a\circ b=b\circ a} （交換律），则稱 {\displaystyle (A,\circ )} 為“阿貝爾群”（或“交換群”），反之被稱爲「非阿貝爾群」（或「非交換群」）。
{\displaystyle (A,\circ )}想符合阿贝尔群的定义，则集合{\displaystyle A}及其运算需满足以下核心性质：
闭合性對任意 {\displaystyle a,\,b\in A}， 运算 {\displaystyle a\cdot b\in A}。
结合律对任意 {\displaystyle a,\,b,\,c\in A}， 有 {\displaystyle (a\cdot b)\cdot c=a\cdot (b\cdot c)}。
单位元存在 {\displaystyle e\in A}， 使得对任意 {\displaystyle a\in A}， 有 {\displaystyle a\cdot e=e\cdot a=a}。
逆元对任意 {\displaystyle a\in A}，存在 {\displaystyle a^{-1}\in A}， 使得{\displaystyle a\cdot a^{-1}=a^{-1}\cdot a=e}。
交換律對任意 {\displaystyle a,\,b\in A}， 有 {\displaystyle a\cdot b=b\cdot a}。

## 定理
设 {\displaystyle (G,\circ )}是一个群，则 {\displaystyle (G,\circ )}是阿贝尔群的充要条件是對任意 {\displaystyle a,\,b\in G}， 有 {\displaystyle (a\cdot b)\cdot (a\cdot b)=(a\cdot a)\cdot (b\cdot b)}。

### 符號
阿贝尔群有兩種主要运算符號——加法和乘法。
| 運算     | 表示法                                         | 單位元 | 冪                    | 逆元                   |
| -------- | ---------------------------------------------- | ------ | --------------------- | ---------------------- |
| 加法運算 | {\displaystyle x+y}                            | 0      | {\displaystyle nx}    | {\displaystyle -x}     |
| 乘法運算 | {\displaystyle x\cdot y} 或 {\displaystyle xy} | 1      | {\displaystyle x^{n}} | {\displaystyle x^{-1}} |
群论常用乘法符号，环与模的理论则惯例使用加法符号。但需特别说明的是，为突显其性质，当同时涉及交换群与非交换群时，会优先用加号表示交换群——此规则在近环与偏序群论中存在特例：即便群结构非交换，其运算仍被强制写成加法形式。

### 乘法表
欲證有限群是阿貝爾群，可構造凱萊表，一種類似乘法表的表格（即矩陣）。若一个群 {\displaystyle G=\{g_{1}=e,g_{2},\dots ,g_{n}\}} 在乘法运算下，其乘法表中第 {\displaystyle (i,j)} 元素即为 {\displaystyle g_{i}\cdot g_{j}}。
一个群 {\displaystyle G} 是阿貝爾群，若且唯若其乘法表关于主对角线对称（或說這個矩陣是對稱矩陣）。这一结论源于阿贝尔群的定义要求群运算满足交换律：對於任意元素{\displaystyle g_{i},\,g_{j}\in G}，均有 {\displaystyle g_{i}\cdot g_{j}=g_{j}\cdot g_{i}}，即表格中 {\displaystyle (i,j)} 项与 {\displaystyle (j,i)} 项的值必须相等。详见下表：
|                         | {\displaystyle e} | {\displaystyle \cdots } | {\displaystyle g_{j}}            | {\displaystyle \cdots } |
| ----------------------- | ----------------- | ----------------------- | -------------------------------- | ----------------------- |
| {\displaystyle e}       | {\displaystyle e} |                         |                                  |                         |
| {\displaystyle \vdots } |                   |                         |                                  |                         |
| {\displaystyle g_{i}}   |                   |                         | {\displaystyle g_{i}\cdot g_{j}} |                         |
| {\displaystyle \vdots } |                   |                         |                                  |                         |

## 举例
- 整數集與加法運算構成阿貝爾群，記為{\displaystyle (\mathbb {Z} ,+)}。兩個整數相加仍是整數，且加法有結合律和交换律。{\displaystyle 0} 是加法單位元，所有整數 {\displaystyle n} 都有加法逆元 {\displaystyle -n}。
- 所有循環群 {\displaystyle G=\langle g\rangle } 都是阿貝爾群。如果 {\displaystyle x,y\in G} ，則 {\displaystyle xy=g^{m}g^{n}=g^{m+n}=g^{n}g^{m}=yx}。因此整數集 {\displaystyle \mathbb {Z} } 形成了在加法下的阿貝爾群，整數模{\displaystyle n} {\displaystyle \mathbb {Z} /n\mathbb {Z} }亦同。
- 所有環都是關于它的加法運算的阿貝爾群。交換環中的可逆元形成了阿貝爾乘法群。特別是實數集是在加法下的阿貝爾群，非零實數集在乘法下是阿貝爾群。
- 所有阿貝爾群的子群都是正規子群，因此每个子群均可生成对应的商群。阿貝爾群的子群、商群和直和均保持阿贝尔性质，即这些结构本身仍为阿贝尔群。[5]

矩陣，哪怕是可逆矩陣，在乘法运算下通常不构成阿贝尔群，因為矩陣乘法普遍不满足交换律——例如两个不同阶数的矩阵相乘时，交换操作会导致结果不同。然而，存在某些特殊矩阵群在乘法运算下仍保持阿贝尔性质，典型例子是二维旋转矩阵构成的群：所有 2×2 旋转矩阵在合成旋转操作时满足交换律，其对应的乘法表关于主对角线对称，从而形成阿贝尔群结构。这一特性源于二维旋转操作的角度可叠加性，即连续旋转两个不同角度的结果与顺序无关。

## 命名意义
阿貝爾群是卡米耶·若尔当以挪威數學家尼尔斯·阿贝尔命名的，这是因为阿贝尔曾发现：若一个多項式方程根的对称群满足交换性，则该多项式的根可通过根式求解（即有限次加、减、乘、除及开方运算）。这一发现揭示了群论与多项式方程可解性之间的深刻联系，并成为抽象代数发展史上的里程碑。阿贝尔的成果不仅为群论的命名提供了历史渊源，也推动了后续数学家对群结构的系统性研究。

## 性質
如果 {\displaystyle n} 是一个自然數，而 {\displaystyle x} 是阿貝爾群 {\displaystyle (G,+)} 的一個元素，則 {\displaystyle nx} 可以定義為 {\displaystyle x+x+\cdots +x}（{\displaystyle n}個數相加）并且 {\displaystyle (-n)x=-(nx)}。以這種方式，{\displaystyle G} 變成在整數的環 {\displaystyle \mathbb {Z} } 上的模。事實上，在 {\displaystyle \mathbb {Z} } 上的模都可以被識別為阿貝爾群。
關於阿貝爾群（比如在主理想整環 {\displaystyle \mathbb {Z} } 上的模）的定理，常常可以推廣到在任意主理想整環上的模。典例是，有限生成阿貝爾群的分類是在主理想整環上的有限生成模的結構定理的特殊情況。在有限生成阿貝爾群的情況下，這個定理保證阿貝爾群可以分解為撓群和自由阿貝爾群的直和。前者可以被寫為形如 {\displaystyle \mathbb {Z} /p^{k}\mathbb {Z} } 對于素數 {\displaystyle p} 的有限多個群的直和，而后者是有限多個 {\displaystyle \mathbb {Z} } 的復本的直和。
如果 {\displaystyle f,g:G\to H} 是在阿貝爾群之間的兩個群同態，則两者之和 {\displaystyle f+g}，定義為 {\displaystyle (f+g)(x)=f(x)+g(x)}，也是阿貝爾同態。（若 {\displaystyle H} 是非阿貝爾群，則不成立）所有從 {\displaystyle G} 到 {\displaystyle H} 的群同態的集合 {\displaystyle {\text{Hom}}(G,H)} 因此本身就是阿貝爾群。
某種程度上類似於向量空間的維度，所有阿貝爾群都有秩。它定義為群的線性無關元素最大集合的勢。整數集、有理數集和所有的有理數集的子群都有秩。
阿貝爾群的所有子群都是正規子群，反之则不成立——四元群 {\displaystyle Q_{8}} 就是一個例子——它不是一個交換群，但它的所有子群都是正規子群。所有子群都是正規子群的群叫做戴德金群。

## 有限阿貝爾群
整數模以 {\displaystyle n} 的循環群 {\displaystyle \mathbb {Z} /n\mathbb {Z} } 是最常見的群。已被证实的是，任意有限阿貝爾群都同構於素數階的有限循環群的直和，且這些階數是唯一確定的，形成了一個不變量的完備系統。有限阿貝爾群的自同構群可用這些不變量來直接描述。有關理論最初發展自费迪南德·格奥尔格·弗罗贝尼乌斯和Ludwig Stickelberger在1879年的論文，后來被簡化和推廣到在主理想整環上的有限生成模，形成了線性代數的一個重要組成部分。

### 分類
有限阿貝爾群的基本定理稱，所有有限阿貝爾群 {\displaystyle G} 都可表示為質數冪階循環子群的直和。以下是有限生成阿貝爾群的基本定理在 {\displaystyle G} 有零秩時的特殊情況。
{\displaystyle mn}階的循環群{\displaystyle \mathbb {Z} _{mn}}同構於{\displaystyle \mathbb {Z} _{m}}與{\displaystyle \mathbb {Z} _{n}}的直和，當且僅當{\displaystyle m}與{\displaystyle n}互素。藉此，可推出任何有限阿貝爾群 {\displaystyle G} 同構於如下形式的直和：
{\displaystyle \mathbb {Z} _{k_{1}}\oplus \cdots \oplus \mathbb {Z} _{k_{u}}}
采用下列任何一种規范方式为准：
- 數 {\displaystyle k_{1},k_{2},\dots ,k_{u}} 是素數的冪
- {\displaystyle k_{1}} 整除 {\displaystyle k_{2}}，它又整除 {\displaystyle k_{3}}，如此直到 {\displaystyle k_{u}}。

例如，{\displaystyle \mathbb {Z} _{15}}可被表達為3階和5階兩個循環群的直和：{\displaystyle \mathbb {Z} _{15}\cong \{0,5,10\}\oplus \{0,3,6,9,12\}}。對于任何15階的阿貝爾群同样成立，因此很明显，所有15階阿貝爾群都是同構。
另一個例子，所有8階段阿貝爾群都同構於 {\displaystyle \mathbb {Z} _{8}}(整數0到7在模8加法下)，{\displaystyle \mathbb {Z} _{4}\oplus \mathbb {Z} _{2}}（奇數1到15在模16乘法下），或 {\displaystyle \mathbb {Z} _{2}\oplus \mathbb {Z} _{2}\oplus \mathbb {Z} _{2}}。
小於或等于16階的有限阿貝爾群可參見小群列表。

### 自同構
基本定理可用于计算并給定有限阿貝爾群 {\displaystyle G} 的自同構：易知 {\displaystyle G} 分為互素階子群的直和 {\displaystyle H\oplus K}，則 {\displaystyle \operatorname {Aut} (H\oplus K)\cong \operatorname {Aut} (H)\oplus \operatorname {Aut} (K)} 。这种方法证实，要計算{\displaystyle G}的自同構群，只须分別計算西羅 {\displaystyle p}-子群的自同構群就足夠（亦即所有循環子群的直和，每個都有 {\displaystyle p} 的冪的階）。设素數 {\displaystyle p}，并設西羅 {\displaystyle p}-子群的循環因子指數 {\displaystyle e_{i}} 以遞增排序：
{\displaystyle e_{1}\leq e_{2}\leq \cdots \leq e_{n}}
對於某個 {\displaystyle n>0}，需寻到
{\displaystyle \mathbf {Z} _{p^{e_{1}}}\oplus \cdots \oplus \mathbf {Z} _{p^{e_{n}}}}
的自同構。一個特殊情況是，{\displaystyle n=1} 時，西羅 {\displaystyle p}-子群 {\displaystyle P} 中只有唯一的循環素數冪因子。在這個情況下，可以使用有限循環群的自同構理論。而另一個特殊情況，是在 {\displaystyle n} 取任意值，且 {\displaystyle e_{i}=1} 對於 {\displaystyle 1\leq i\leq n} 時，這里不妨考慮 {\displaystyle P} 為：
{\displaystyle \mathbf {Z} _{p}\oplus \cdots \oplus \mathbf {Z} _{p}}
所以，這個子群的元素可视作構成在 {\displaystyle p} 元素的有限域 {\displaystyle \mathbb {F} _{p}} 上的 {\displaystyle n} 維向量空間，其自同構也因此得出，為可逆線性變換：
{\displaystyle \mathrm {Aut} (P)\cong \mathrm {GL} (n,\mathbb {F} _{p})}
其早先已證明有階：
{\displaystyle \left|\operatorname {Aut} (P)\right|=(p^{n}-1)\cdots (p^{n}-p^{n-1})}
在最一般情況下，這里的{\displaystyle e_{i}}和{\displaystyle n}可取任意值，自同構群则更難確定。但已知的是，如果定義：
{\displaystyle d_{k}=\max\{r\mid e_{r}=e_{k}^{\,}\}}
且
{\displaystyle c_{k}=\min\{r\mid e_{r}=e_{k}\}}
則可得 {\displaystyle k\leq d_{k}}，{\displaystyle c_{k}\leq k}，且
{\displaystyle \left|\operatorname {Aut} (P)\right|=\prod _{k=1}^{n}(p^{d_{k}}-p^{k-1})\prod _{j=1}^{n}(p^{e_{j}})^{n-d_{j}}\prod _{i=1}^{n}(p^{e_{i}-1})^{n-c_{i}+1}.}。
可以验证的是，這會产生特殊前例的階。

## 无限阿貝爾群
最简单的无限阿贝尔群是整数加法群{\displaystyle \mathbb {Z} }。
任何有限生成阿貝爾群{\displaystyle A}均可分解为{\displaystyle r}个整数加法群的直和与一个有限阿贝尔群的直和，其中{\displaystyle r}称为{\displaystyle A}的秩。该有限阿贝尔群本身可进一步分解为有限个素数幂阶循环群的直和。尽管这种分解方式不唯一，但秩{\displaystyle r}以及构成有限部分的素数幂阶数在忽略排列顺序后是唯一确定的。这一结论源于有限生成阿贝尔群的基本定理，其核心思想是通过不变因子分解和初等因子分解（素数幂的排列组合）实现群结构的完全分类。
一般无限阿贝尔群的分类问题远未解决，但可除群（即满足对任意自然数{\displaystyle n}和元素{\displaystyle a\in A}，方程{\displaystyle nx=a}均有解{\displaystyle x\in A}的阿贝尔群）构成了其中一类可完全刻画的特殊类型。每个可除群均同构于有理数群{\displaystyle \mathbb {Q} }与若干素数{\displaystyle p}对应的普吕弗群{\displaystyle \mathbb {Q} _{p}/Z_{p}}的直和，且各类直和项的基数在忽略排列顺序后唯一确定。进一步地，若可除群{\displaystyle A}是阿贝尔群{\displaystyle G}的子群，则{\displaystyle A}必存在直补子群{\displaystyle C\subseteq G}，使得 {\displaystyle G=A\oplus C}。这一性质表明，可除群在阿贝尔群范畴中是內射模，反之根据贝尔准则，所有内射阿贝尔群必为可除群。若一个阿贝尔群不含非零可除子群，则称其为約化群。
无限阿贝尔群理论中，两种性质截然相反的重要特殊类别是撓群（torsion groups）与无挠群（torsion-free groups）。挠群是指群中每个元素均具有有限阶的阿贝尔群，其典型例子是周期群{\displaystyle \mathbb {Q} /\mathbb {Z} }，该群中每个元素的阶均为素数或可除整数；而挠自由群则指不含非平凡挠元素的阿贝尔群，例如有理数加法群{\displaystyle \mathbb {Q} }，其所有元素均具有无限阶。

### 无挠群
与撓群相反，无挠群被定义为所有非零元素均具有无限阶的群。此类群的研究主要聚焦于以下几类典型结构：自由阿贝尔群（即由整数加法群{\displaystyle Z}通过任意直和生成的群）、余挠群、代数紧群以及纤细群，其特性表现为任何可数直和仅包含有限个非平凡同态像。这些分类体系揭示了无挠阿贝尔群在结构复杂性上的多样性，同时为研究其同构分类、秩理论及表示理论提供了重要框架。

### 不变量及归类
无限阿贝尔群的最基本不变量之一是秩，即群中极大线性无关子集的基数。秩为0的阿贝尔群必为周期群（即每个元素均有有限阶），而秩为1的无挠阿贝尔群必为有理数域{\displaystyle \mathbb {Q} }的子群，其结构可被完全刻画。更一般地，有限秩{\displaystyle r}的无挠阿贝尔群可嵌入到{\displaystyle \mathbb {Q} _{r}}中。然而此不变量并非万能：例如，{\displaystyle p}-进整数群{\displaystyle \mathbb {Z} _{p}} 是秩为无限的无挠阿贝尔群，而不同素数幂次{\displaystyle \mathbb {Z} _{p}^{n}}（{\displaystyle n}可以不同）虽同为无挠群却非同构，说明秩无法完全捕捉某些熟悉群的全部特性。
有限生成、可除、可数周期及秩1无挠阿贝尔群的分类定理均于20世纪上半叶前确立，构成了更一般的无限阿贝尔群分类基础。这些成果依赖于纯子群与基本子群等关键技术工具。近年来，通过引入无挠阿贝尔群的各类新不变量，分类理论得以进一步深化。

### 环的加法群
作为阿贝尔群的特殊子类，环的加法群本质特征在于继承环的加法运算结构，但并非所有阿贝尔群均可通过赋予非平凡乘法运算构成环。该领域包括以下方向：张量积理论揭示了环加法群与其他代数结构间的关联；A.L.S. Corner在可数无挠群分类方面取得的突破性成果；Shelah通过引入新的基数理论框架消除了传统分类中的基数限制；而Burnside ring的构造则为研究有限生成环加法群的表示理论提供了重要工具。这些成果共同推动了环加法群结构分类的深化，特别是在处理无限生成情形时，通过结合同调代数与模型论方法，实现了对复杂群结构的精确刻画。

## 与其它数学分支的联系
许多大型阿贝尔群具有自然拓扑结构，因此它们也是拓扑群。
全体阿贝尔群与其间的群同态构成的范畴{\displaystyle {\textbf {Ab}}}（即由所有阿贝尔群作为对象、群同态作为态射构成的范畴），是阿贝尔范畴的原型。这一范畴不仅满足加法结构（态射集合具有阿贝尔群运算）、零对象存在性及有限积/余积存在性，更通过严格态射性质成为同調代數研究的核心框架。作为最最基础的阿贝尔范畴实例，其结构特性（如正合序列的短五引理、九引理等）为一般阿贝尔范畴提供了范式基础。
在现代阿贝尔群理论研究中，以下方向仍存在活跃的探索空间：
- 有限秩无挠阿贝尔群中，仅有限生成情形与秩1情形被充分刻画，更高秩的一般情形仍缺乏系统性理论框架；
- 无限秩无挠阿贝尔群的分类问题存在诸多未解难题，其结构复杂性远超有限秩情形；
- 可数挠阿贝尔群通过简单表示与乌尔姆不变量（Ulm invariants）已实现完全分类，但可数混合群（含非平凡挠子群的无挠群）的理论体系尚未成熟；
- 阿贝尔群一阶理论的若干温和扩张（如引入模条件或拓扑学约束）已被证实不可判定，这揭示了群论与数理逻辑的深层关联；
- 有限阿贝尔群在计算群论中持续受到关注，尤其在群表示、同调计算及密码学应用中展现新活力。

## 引用
- Fuchs, László（1970）Infinite abelian groups, Vol. I. Pure and Applied Mathematics, Vol. 36.  New York-London: Academic Press. xi+290 pp. MR0255673
- ------（1973）Infinite abelian groups, Vol. II. Pure and Applied Mathematics. Vol. 36-II. New York-London: Academic Press. ix+363 pp. MR0349869
- Griffith, Phillip A. . Chicago Lectures in Mathematics. University of Chicago Press. 1970. ISBN 0-226-30870-7.
- Hillar, Christopher and Rhea, Darren (2007), Automorphisms of finite abelian groups. Amer. Math. Monthly 114, no. 10, 917-923.  （页面存档备份，存于）.
- Szmielew, Wanda (1955) "Elementary properties of abelian groups," Fundamenta Mathematica 41: 203-71.